# ماکس ولتوییس
ماکس ولتوییس یا مکس فلتهاوس(زاده ۲۲ مه ۱۹۲۳ – درگذشته ۲۵ ژانویه ۲۰۰۵) نقاش، تصویرگر و نویسنده هلندی، وی از مشهورترین تصویرگران کودکان در هلند بود. وی ۲۰۰۴ مدال هانس کریستین اندرسن را به خاطر «کمک ماندگارش در ادبیات کودکان» از آن خود کرد.